# Saison 1962-1963 des Celtics de Boston
La saison 1962-1963 des Celtics de Boston est la 17e saison de basket-ball de la franchise américaine de la National Basketball Association (généralement désignée par le sigle NBA).
Les Celtics jouent toutes leurs rencontres à domicile au Boston Garden. Entraînée par Red Auerbach, l'équipe réussit à terminer en tête de la saison régulière de la Division Est.
Les Celtics gagnent leur 6e titre NBA (et le 5e consécutif) en battant en finale les Lakers de Los Angeles quatre victoires à deux.

## Draft
| Tour | Choix | Joueur           | Poste | Nationalité | Provenance              |
| ---- | ----- | ---------------- | ----- | ----------- | ----------------------- |
| 1    | 7     | John Havlicek    | F / G | États-Unis  | Ohio State              |
| 2    | 16    | Jack Foley       | G     | États-Unis  | Holy Cross              |
| 3    | 25    | Jim Hadnot       |       | États-Unis  | Providence              |
| 4    | 34    | Roger Strickland |       | États-Unis  | Jacksonville University |
| 5    | 43    | Gary Daniels     |       | États-Unis  | The Citadel             |
| 6    | 52    | Jim Hooley       |       | États-Unis  | Boston College          |
| 7    | 60    | Clyde Arnold     |       | États-Unis  | Duquesne                |
| 8    | 69    | Chuck Chevalier  |       | États-Unis  | Boston College          |
| 9    | 78    | Mike Cingiser    |       | États-Unis  | Brown                   |

## Historique
Le NBA All-Star Game 1963 s'est déroulé le 16 janvier 1963 au Los Angeles Memorial Sports Arena de Los Angeles. Trois joueurs des Celtics sont sélectionnés Bob Cousy, Bill Russell et Tom Heinsohn. Les All-Star de l'Est ont battu les All-Star de l'Ouest 115-108. Bill Russell a été élu Most Valuable Player du All-Star Game.
À l'issue de la saison, Bill Russell est élu MVP de la saison régulière.

### Saison régulière
| Division Est          | V  | D  | PCT  | GB |
| --------------------- | -- | -- | ---- | -- |
| Celtics de Boston     | 58 | 22 | 72.5 | -  |
| Nationals de Syracuse | 48 | 32 | 60.0 | 10 |
| Royals de Cincinnati  | 42 | 38 | 52.5 | 16 |
| Knicks de New York    | 21 | 59 | 26.3 | 37 |

### Playoffs
|  | Demi-finales de Division | Demi-finales de Division | Demi-finales de Division |                    |   | Finales de Division | Finales de Division | Finales de Division |  |  | Finales NBA | Finales NBA    | Finales NBA |
|  |                          |                          |                          |                    |   |                     |                     |                     |  |  |             |                |             |
|  |                          |                          |                          |                    |   |                     |                     |                     |  |  |             |                |             |
|  |                          | 1                        | Boston Celtics           | 4                  |   |                     |                     |                     |  |  |             |                |             |
|  | Division Est             | 1                        | Boston Celtics           | 4                  |   |                     |                     |                     |  |  |             |                |             |
|  |                          |                          | 3                        | Cincinnati Royals  | 3 |                     |                     |                     |  |  |             |                |             |
|  | 3                        | Cincinnati Royals        | 3                        | Cincinnati Royals  | 3 | 3                   |                     |                     |  |  |             |                |             |
|  | 3                        | Cincinnati Royals        |                          |                    |   | 3                   |                     |                     |  |  |             |                |             |
|  | 2                        | Syracuse Nationals       | 2                        |                    |   |                     |                     |                     |  |  |             |                |             |
|  |                          |                          |                          |                    |   |                     |                     |                     |  |  | E1          | Boston Celtics | 4           |
|  |                          |                          | O1                       | Los Angeles Lakers | 2 |                     |                     |                     |  |  |             |                |             |
|  |                          |                          |                          |                    |   |                     |                     |                     |  |  |             |                |             |
|  |                          |                          |                          |                    |   |                     |                     |                     |  |  |             |                |             |
|  |                          | 1                        | Los Angeles Lakers       | 4                  |   |                     |                     |                     |  |  |             |                |             |
|  | Division Ouest           | 1                        | Los Angeles Lakers       | 4                  |   |                     |                     |                     |  |  |             |                |             |
|  |                          |                          | 2                        | St. Louis Hawks    | 3 |                     |                     |                     |  |  |             |                |             |
|  | 3                        | Detroit Pistons          | 2                        | St. Louis Hawks    | 3 | 1                   |                     |                     |  |  |             |                |             |
|  | 3                        | Detroit Pistons          |                          |                    |   | 1                   |                     |                     |  |  |             |                |             |
|  | 2                        | St. Louis Hawks          | 3                        |                    |   |                     |                     |                     |  |  |             |                |             |

#### Demi-finale de Division
Les Celtics sont exemptés du premier tour.

#### Finale de Division
(1) Celtics de Boston vs. (3) Royals de Cincinnati : Boston remporte la série 4-3
- Game 1 @ Boston : Cincinnati 135, Boston 132
- Game 2 @ Cincinnati : Boston 125, Cincinnati 102
- Game 3 @ Boston : Cincinnati 121, Boston 116
- Game 4 @ Cincinnati : Boston 128, Cincinnati 110
- Game 5 @ Boston : Boston 125, Cincinnati 120
- Game 6 @ Cincinnati : Cincinnati 109, Boston 99
- Game 7 @ Boston : Boston 142, Cincinnati 131

### Finales NBA

#### Résumé
|                       | Match 1 | Match 2 | Match 3 | Match 4 | Match 5 | Match 6 | Score final |
| Celtics de Boston     | 117     | 113     | 99      | 108     | 119     | 112     | 4           |
| Lakers de Los Angeles | 114     | 106     | 119     | 105     | 126     | 109     | 2           |

Les scores en couleur représentent l'équipe à domicile. Le score du match en gras est le vainqueur du match.

#### Match 1
| 14 avril 1963 | Rapport | Lakers de Los Angeles 114, Celtics de Boston 117 | Lakers de Los Angeles 114, Celtics de Boston 117 | Lakers de Los Angeles 114, Celtics de Boston 117 |  | Boston Garden, Boston Affluence : 13 909 |
| 14 avril 1963 | Rapport | Elgin Baylor 33                                  | Points                                           | Sam Jones 29                                     |  | Boston Garden, Boston Affluence : 13 909 |
| 14 avril 1963 | Rapport | Boston mène la série 1 à 0                       |                                                  |                                                  |  | Boston Garden, Boston Affluence : 13 909 |

#### Match 2
| 16 avril 1963 | Rapport | Lakers de Los Angeles 106, Celtics de Boston 113 | Lakers de Los Angeles 106, Celtics de Boston 113 | Lakers de Los Angeles 106, Celtics de Boston 113 |  | Boston Garden, Boston Affluence : 13 909 |
| 16 avril 1963 | Rapport | Elgin Baylor 30                                  | Points                                           | Sam Jones 27                                     |  | Boston Garden, Boston Affluence : 13 909 |
| 16 avril 1963 | Rapport | Boston mène la série 2 à 0                       |                                                  |                                                  |  | Boston Garden, Boston Affluence : 13 909 |

#### Match 3
| 17 avril 1963 | Rapport | Celtics de Boston 99, Lakers de Los Angeles 119 | Celtics de Boston 99, Lakers de Los Angeles 119 | Celtics de Boston 99, Lakers de Los Angeles 119 |  | Los Angeles Memorial Sports Arena, Los Angeles Affluence : 15 493 |
| 17 avril 1963 | Rapport | Sam Jones 30                                    | Points                                          | Jerry West 42                                   |  | Los Angeles Memorial Sports Arena, Los Angeles Affluence : 15 493 |
| 17 avril 1963 | Rapport | Boston mène la série 2 à 1                      |                                                 |                                                 |  | Los Angeles Memorial Sports Arena, Los Angeles Affluence : 15 493 |

#### Match 4
| 19 avril 1963 | Rapport | Celtics de Boston 108, Lakers de Los Angeles 105 | Celtics de Boston 108, Lakers de Los Angeles 105 | Celtics de Boston 108, Lakers de Los Angeles 105 |  | Los Angeles Memorial Sports Arena, Los Angeles Affluence : 15 382 |
| 19 avril 1963 | Rapport | Tom Heinsohn 35                                  | Points                                           | Elgin Baylor 31                                  |  | Los Angeles Memorial Sports Arena, Los Angeles Affluence : 15 382 |
| 19 avril 1963 | Rapport | Boston mène la série 3 à 1                       |                                                  |                                                  |  | Los Angeles Memorial Sports Arena, Los Angeles Affluence : 15 382 |

#### Match 5
| 21 avril 1963 | Rapport | Lakers de Los Angeles 126, Celtics de Boston 119 | Lakers de Los Angeles 126, Celtics de Boston 119 | Lakers de Los Angeles 126, Celtics de Boston 119 |  | Boston Garden, Boston Affluence : 13 909 |
| 21 avril 1963 | Rapport | Elgin Baylor 43                                  | Points                                           | Sam Jones 36                                     |  | Boston Garden, Boston Affluence : 13 909 |
| 21 avril 1963 | Rapport | Boston mène la série 3 à 2                       |                                                  |                                                  |  | Boston Garden, Boston Affluence : 13 909 |

#### Match 6
| 24 avril 1963 | Rapport | Celtics de Boston 112, Lakers de Los Angeles 109 | Celtics de Boston 112, Lakers de Los Angeles 109 | Celtics de Boston 112, Lakers de Los Angeles 109 |  | Los Angeles Memorial Sports Arena, Los Angeles Affluence : 15 521 |
| 24 avril 1963 | Rapport | Tom Heinsohn 22                                  | Points                                           | Jerry West 32                                    |  | Los Angeles Memorial Sports Arena, Los Angeles Affluence : 15 521 |
| 24 avril 1963 | Rapport | Boston gagne la série 4 à 2                      |                                                  |                                                  |  | Los Angeles Memorial Sports Arena, Los Angeles Affluence : 15 521 |

## Effectif
| Pos. | Cinq de Départ | Banc          | Réserve                  | Inactifs |
| ---- | -------------- | ------------- | ------------------------ | -------- |
| Pi   | Bill Russell   |               | Clyde Lovellette         |          |
| AiF  | Tom Heinsohn   | Satch Sanders | Jim Loscutoff            |          |
| Ai   | John Havlicek  | Frank Ramsey  | Gene Guarilia Dan Swartz |          |
| Ar   | Sam Jones      |               |                          |          |
| Me   | Bob Cousy      | K.C. Jones    |                          |          |

## Statistiques

### Saison régulière
| Joueur           | Matchs | Min./m. | % Tir | % LF | Rbds/m. | Pass/m. | Pts/m. |
| ---------------- | ------ | ------- | ----- | ---- | ------- | ------- | ------ |
| Bob Cousy        | 76     | 26.0    | .397  | .735 | 2.5     | 6.8     | 13.2   |
| Jack Foley       | 5      | 9.2     | .500  | .750 | 1.4     | 0.0     | 6.4    |
| Gene Guarilia    | 11     | 7.5     | .289  | .364 | 1.3     | 0.2     | 2.4    |
| John Havlicek    | 80     | 27.5    | .445  | .728 | 6.7     | 2.2     | 14.3   |
| Tom Heinsohn     | 76     | 26.4    | .423  | .835 | 7.5     | 1.3     | 18.9   |
| K.C. Jones       | 79     | 24.6    | .389  | .633 | 3.3     | 4.0     | 7.2    |
| Sam Jones        | 76     | 30.6    | .476  | .793 | 5.2     | 3.2     | 19.7   |
| Jim Loscutoff    | 63     | 9.6     | .375  | .524 | 2.5     | 0.4     | 3.3    |
| Clyde Lovellette | 61     | 9.3     | .428  | .745 | 2.9     | 0.4     | 6.5    |
| Frank Ramsey     | 77     | 20.0    | .382  | .816 | 3.7     | 1.2     | 10.9   |
| Bill Russell     | 78     | 44.9    | .432  | .555 | 23.6    | 4.5     | 16.8   |
| Tom Sanders      | 80     | 26.9    | .456  | .738 | 7.2     | 1.2     | 10.8   |
| Dan Swartz       | 39     | 8.6     | .380  | .847 | 2.3     | 0.5     | 4.5    |

### Playoffs
| Joueur           | Matchs | Min./m. | % Tir | % LF | Rbds/m. | Pass/m. | Pts/m. |
| ---------------- | ------ | ------- | ----- | ---- | ------- | ------- | ------ |
| Bob Cousy        | 13     | 30.2    | .353  | .830 | 2.5     | 8.9     | 14.1   |
| John Havlicek    | 11     | 23.1    | .448  | .667 | 4.8     | 1.5     | 11.8   |
| Tom Heinsohn     | 13     | 31.8    | .456  | .765 | 8.9     | 1.2     | 24.7   |
| K.C. Jones       | 13     | 19.6    | .297  | .700 | 2.8     | 2.8     | 4.5    |
| Sam Jones        | 13     | 34.6    | .484  | .831 | 6.2     | 2.5     | 23.8   |
| Jim Loscutoff    | 9      | 6.2     | .280  | .500 | 2.3     | 0.1     | 1.7    |
| Clyde Lovellette | 6      | 6.7     | .269  | .667 | 0.8     | 0.2     | 3.0    |
| Frank Ramsey     | 13     | 19.3    | .356  | .723 | 2.7     | 0.9     | 8.3    |
| Bill Russell     | 13     | 47.5    | .453  | .661 | 25.1    | 5.1     | 20.3   |
| Tom Sanders      | 13     | 29.8    | .437  | .774 | 7.4     | 1.5     | 9.8    |
| Dan Swartz       | 1      | 4.0     |       |      | 0.0     | 0.0     | 0.0    |

## Récompenses
- Bill Russell, NBA Most Valuable Player[9] (pour la quatrième fois et la troisième consécutive)
- Bill Russell, All-NBA First Team[2] (sixième fois dans le All-NBA Team)
- Bob Cousy,  All-NBA Second Team (douzième fois dans le All-NBA Team)
- Tom Heinsohn, All-NBA Second Team (troisième fois dans le All-NBA Team)
- John Havlicek, All-Rookie First Team (récompense crée cette année)